# Multidentorhodacarus ruwenzoriensis
Multidentorhodacarus ruwenzoriensis är en spindeldjursart som först beskrevs av Loots 1969.  Multidentorhodacarus ruwenzoriensis ingår i släktet Multidentorhodacarus och familjen Rhodacaridae. Inga underarter finns listade i Catalogue of Life.